# (214475) Chrisbayus
(214475) Chrisbayus est un astéroïde de la ceinture principale.

## Description
(214475) Chrisbayus est un astéroïde de la ceinture principale. Il fut découvert le 3 octobre 2005 aux Monts Santa Catalina par le projet CSS. Il présente une orbite caractérisée par un demi-grand axe de 3,04 UA, une excentricité de 0,14 et une inclinaison de 11,1° par rapport à l'écliptique.

## Compléments